# 洛雷托縣 (厄瓜多爾)
0°41′S 77°18′W / 0.683°S 77.300°W
洛雷托縣（西班牙語：Cantón Loreto），是厄瓜多爾的縣份，位於該國東部，由奧雷亞納省負責管轄，面積2,127平方公里，海拔高度3,732米，2001年人口13,462，人口密度每平方公里6.33人。